# Иникан
Иникан — река в Хабаровском крае, Россия, левый приток Маи. Длина реки — 112 км, площадь водосборного бассейна — 1100 км².
Исток находится в Аяно-Майский районе к западу от горного хребта Джугджур, на высоте более 503 м над уровня моря. В верховьях течёт в западном направлении, после впадения Ичигеса поворачивает на север. Берега в среднем и нижнем течении значительно заболочены, на холмах — лиственничная тайга. Впадает в Маю слева несколькими рукавами, образуя общую дельту с рекой Нельгесян, на высоте 395 м над уровнем моря, ниже впадения Мурамни. Ширина русла в низовьях — 25 м, глубина — 0,6 м.
Основной приток — река Атыр, впадающая справа, длиной 35 км.

## Данные водного реестра
По данным государственного водного реестра России относится к Ленскому бассейновому округу, речной бассейн реки — Лена, речной подбассейн реки — Алдан, водохозяйственный участок реки — Мая от истока до водомерного поста села Аим.
Код объекта в государственном водном реестре — 18030600512117300023801.